# جبل العياشي
جبل العياشي واحد من أشهر جبال المغرب، يبلغ ارتفاعه 3757 مترا فوق سطح البحر، ويقع بجماعة تونفيت، إقليم ميدلت، جهة درعة تافيلالت بالأطلس الكبيرالشرقي، يشتهر هذا الجبل بالتساقطات الثلجية الكثيفة، ويعتبر وجهة سياحية مفضلة لمحبي تسلق القمم الجبلية. قبل اكتشاف قمة جبل توبقال، كان المعتقد أن قمة جبل العياشي هي أعلى قمة في المغرب.

## تاريخ
كان جبل العياشي قبل القرن السابع عشر يسمى "تدرارت"، وبعد الصراع الذي دار بين الدلائيين والعلويون، تم الاتفاق بين الاطراف المتنازعة في معاهدة بينهما على ترسيم الحدود بين الإمارتين بجعل جبل بنوعياش الحد الفاصل بين السلطتين، وسمي الجبل بذلك نسبة إلى قبائل آيت عياش، التي تستقر في الجبل ليومنا هذا، خاصة في السفوح الشمالية. أما السفوح الجنوبية فقد استقرت بها قبائل آيت موسى اوحدو وهو فرع من آيت حديدو، وذلك بعد هجرة فصيل كبير من آيت عياش من السفح الجنوبي للعياشي، إلى آحواز مدينة فاس خلال القرن التاسع عشر.
كان الجبل في العصور القديمة منطقة نزاع بين القبائل بفضل المراعي الخصبة التي تشكل منتجعات صيفية مهمة جدا، بفعل العيون والجداول التي تملأ أودية وشعاب الجبل وكذلك الغابات التي توفر الحطب. وكان جبل العياشي ممرا رئيسيا للقوافل التجارية القادمة من تومبوكتو عبر تافيلالت نحو فاس. واستقطبت هذه المنطقة عبر الزمن العديد من العلماء والفقهاء والصلحاء امثال أبو سالم العياشي وغيرهم حيث ان المقابر القديمة بالجبل تضم اضرحة أولياء عدة خاصة تعرعارت وافراسكو وزاوية سيدي حمزة. كما كان الجبل ملجأ رئيسي لكل القبائل المتمردة بفضل بعده عن حواضر فاس ومكناس ومراكش، زيادة على صعوبة المسالك المؤدية إلى المنطقة.

## معرض الصور

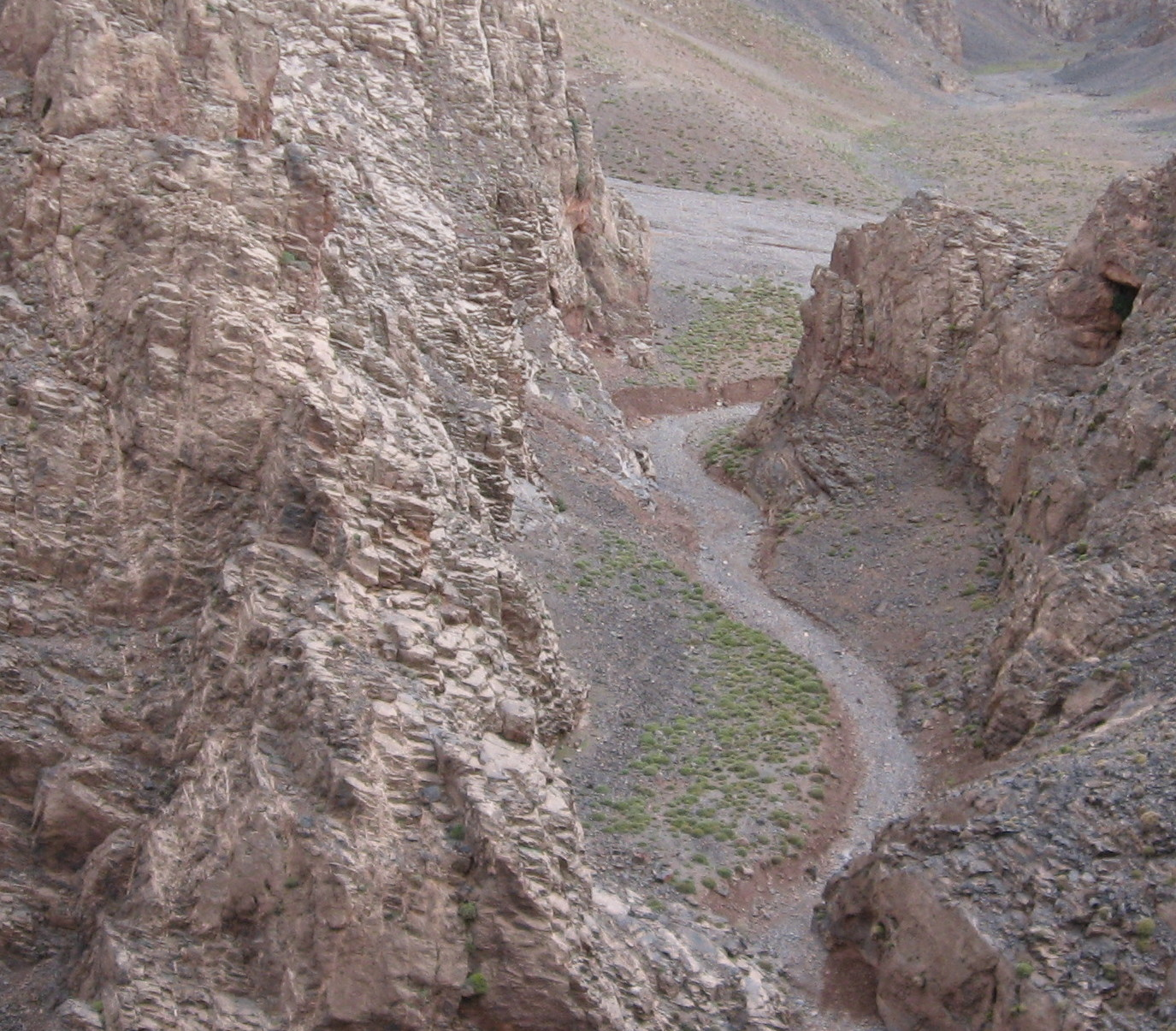
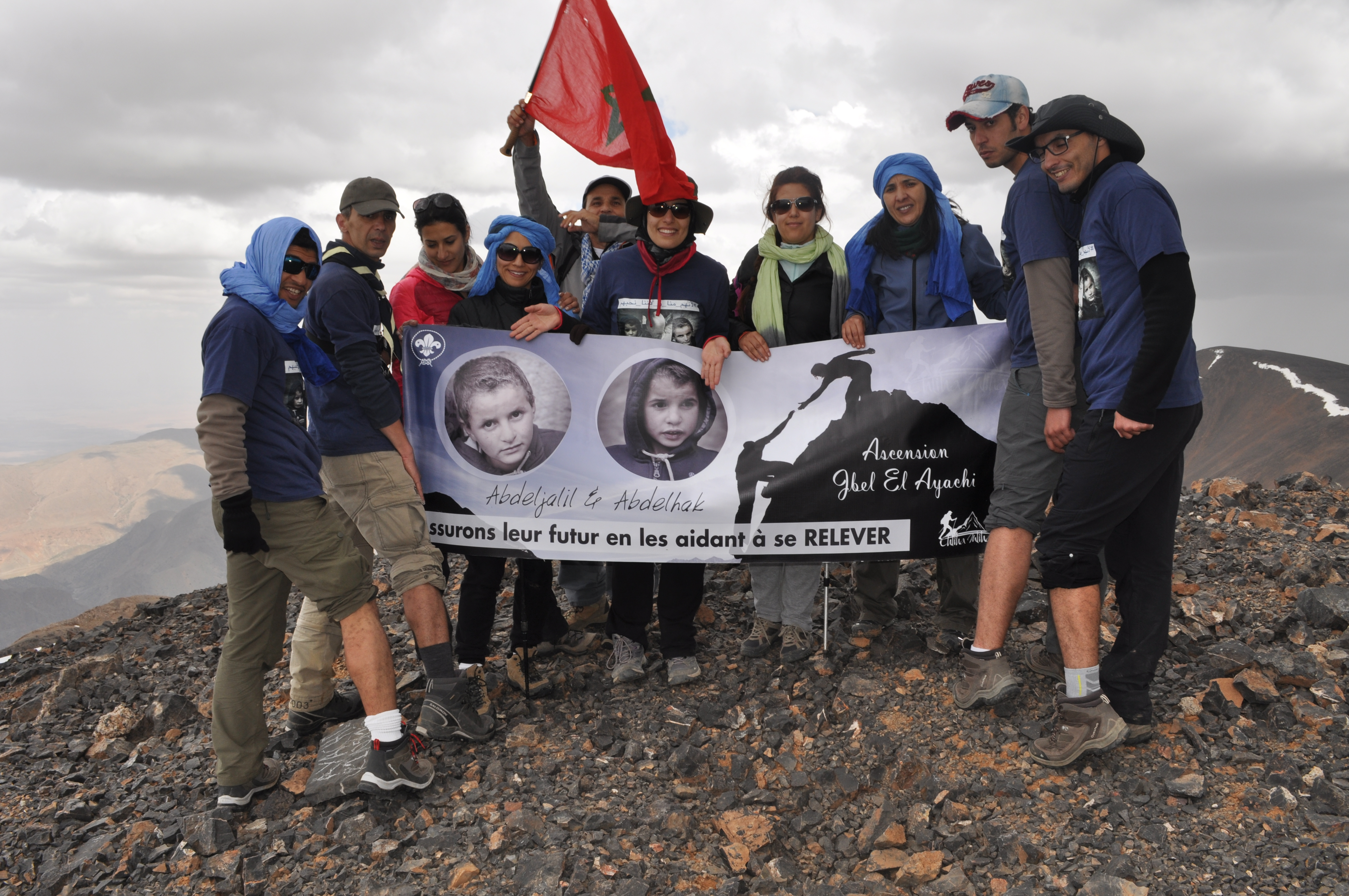
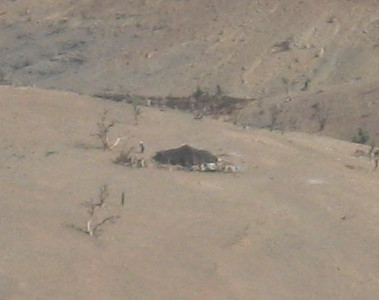
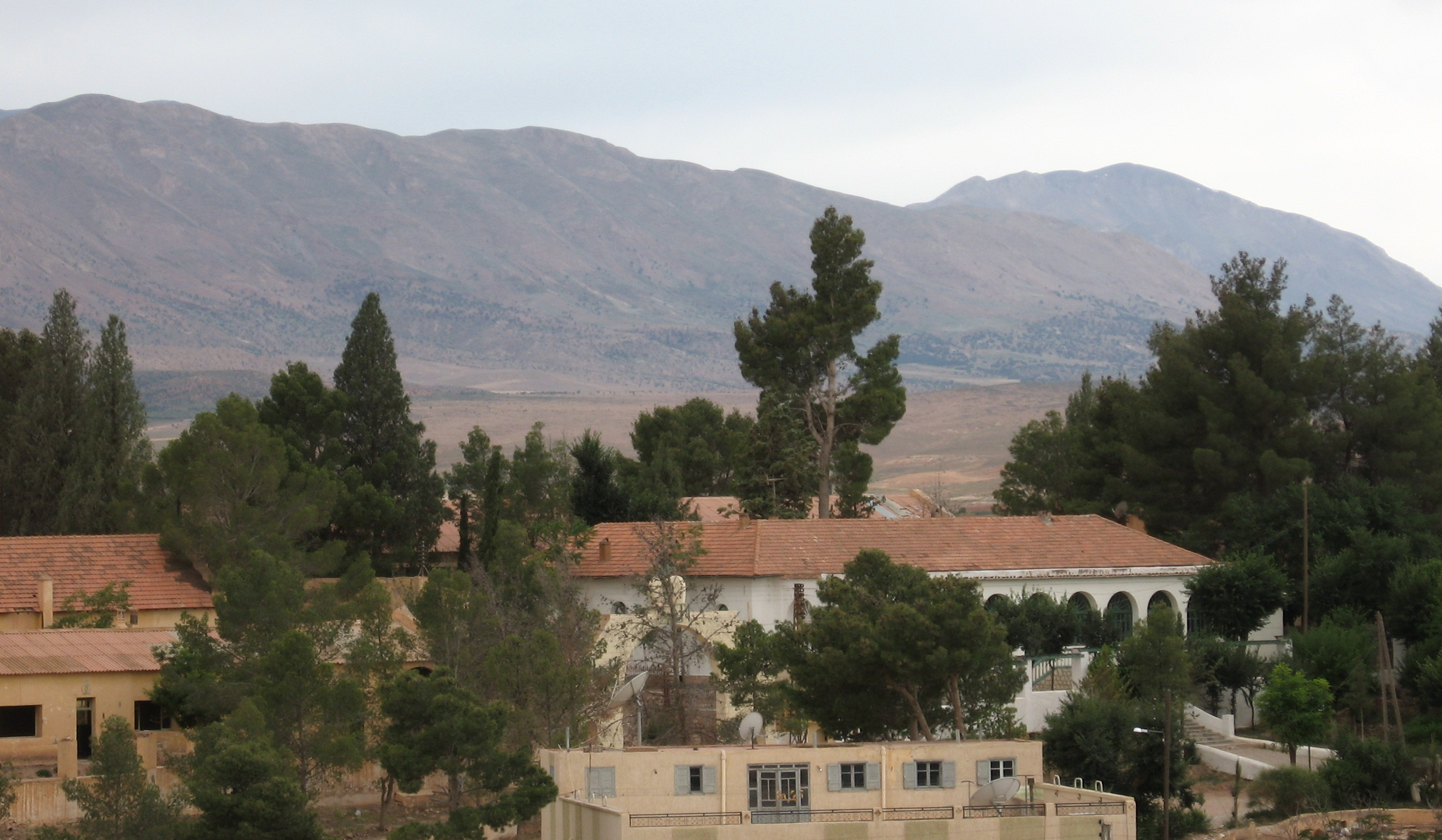
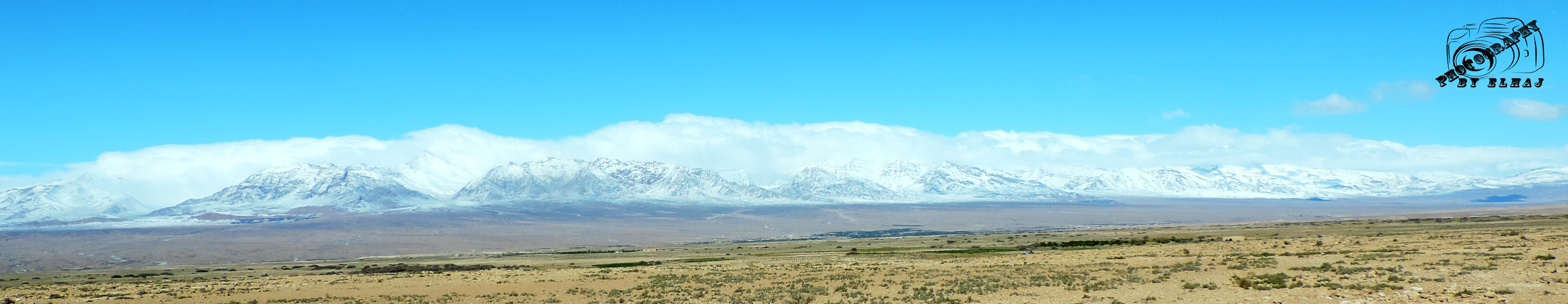
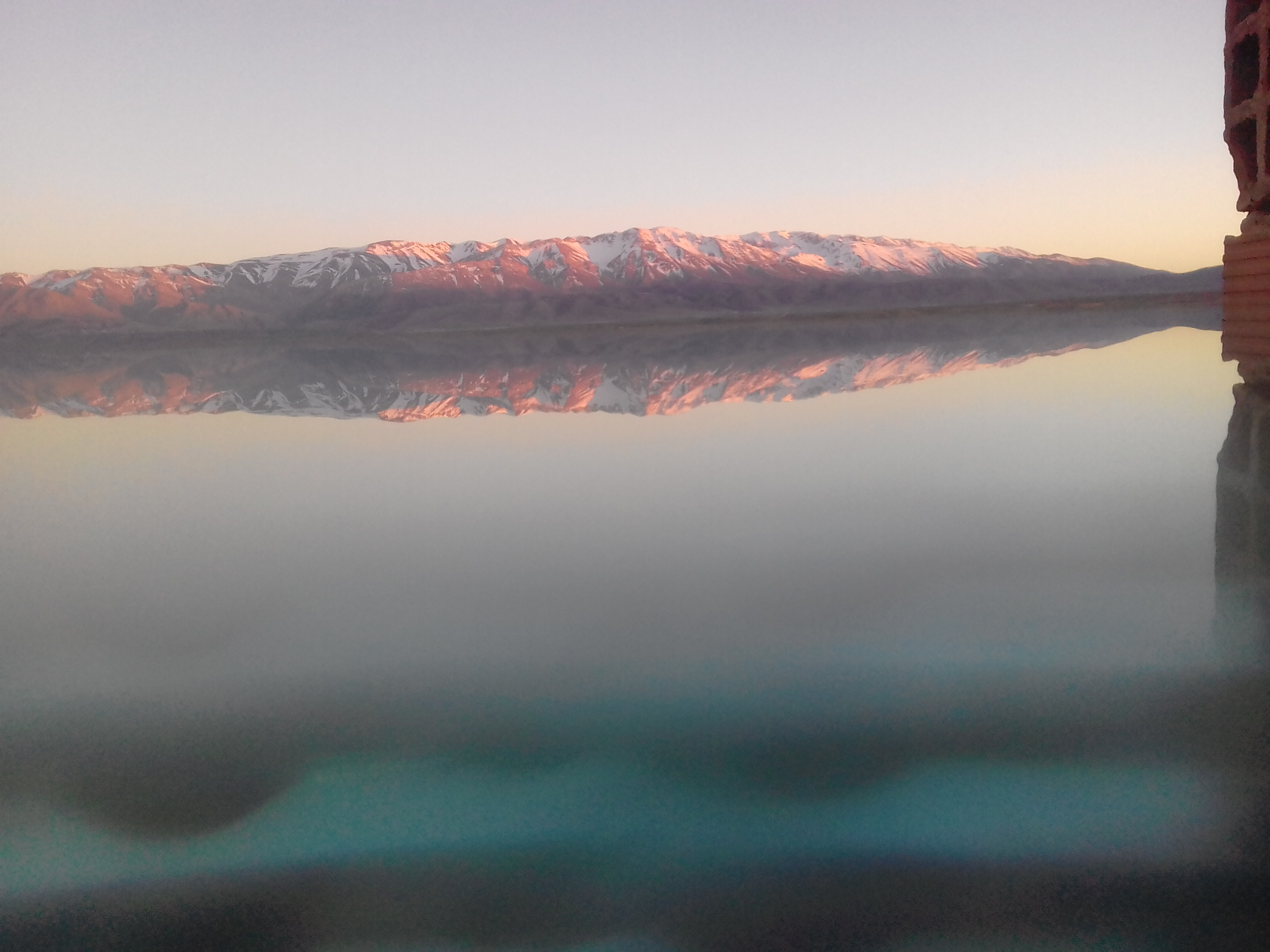
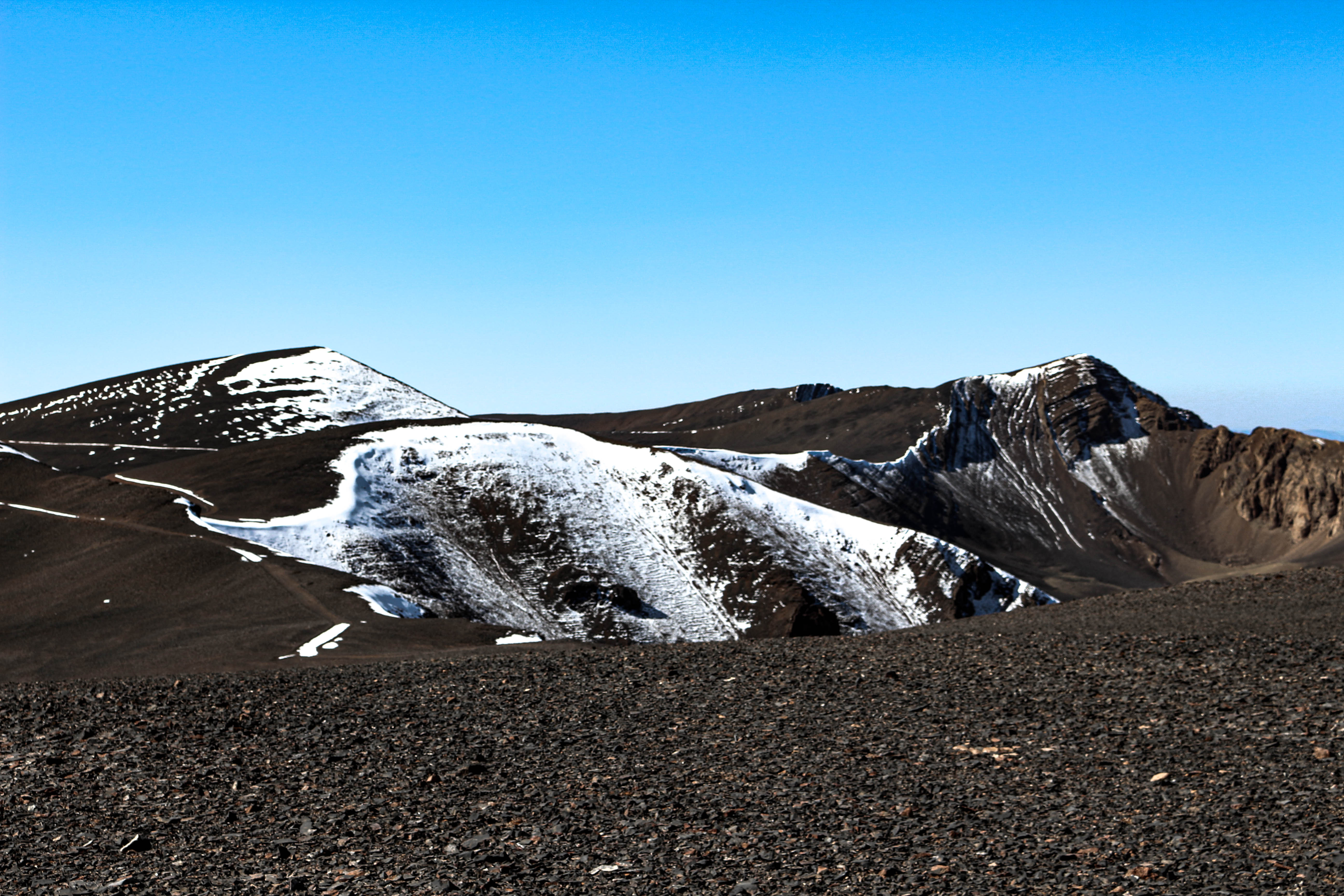
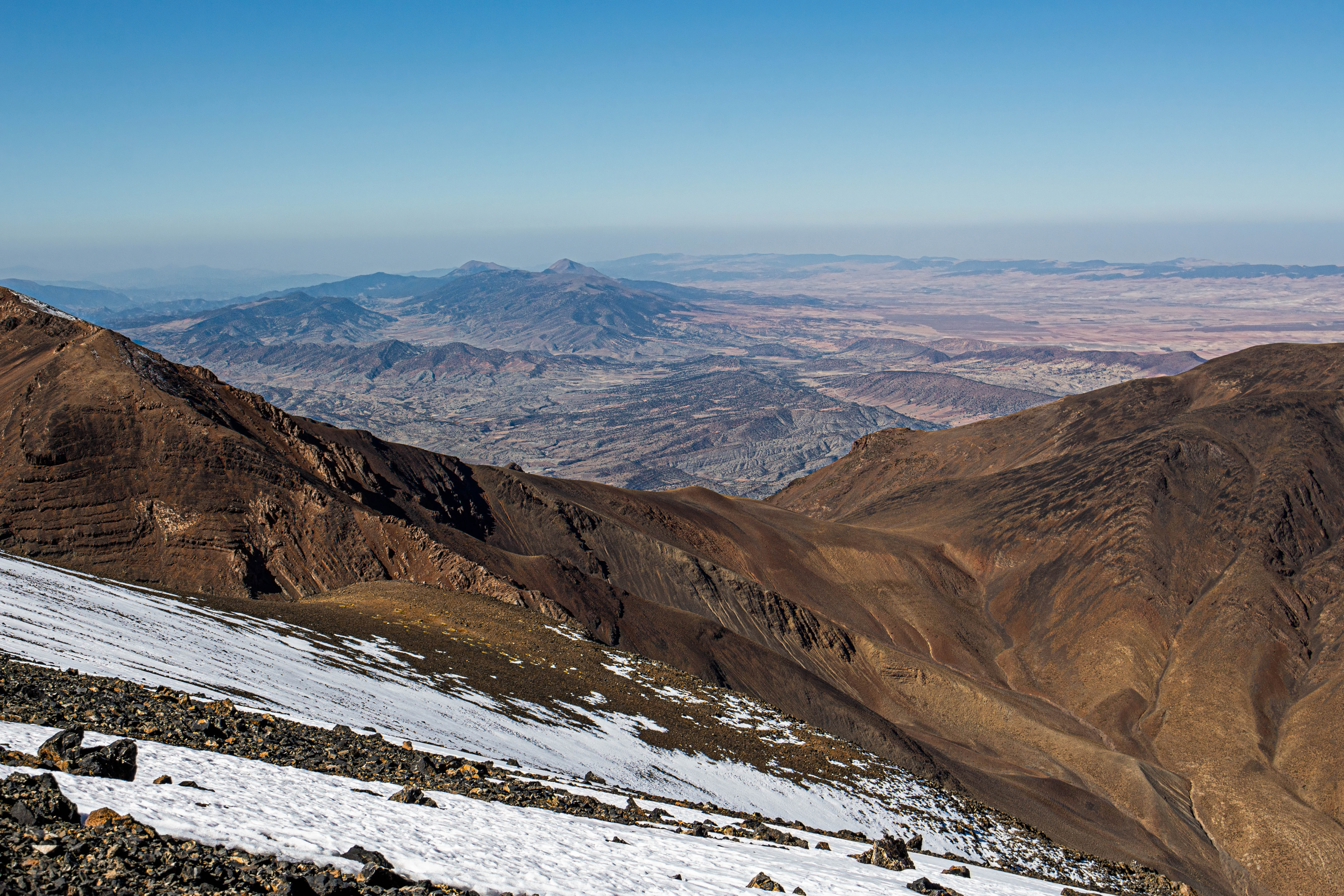
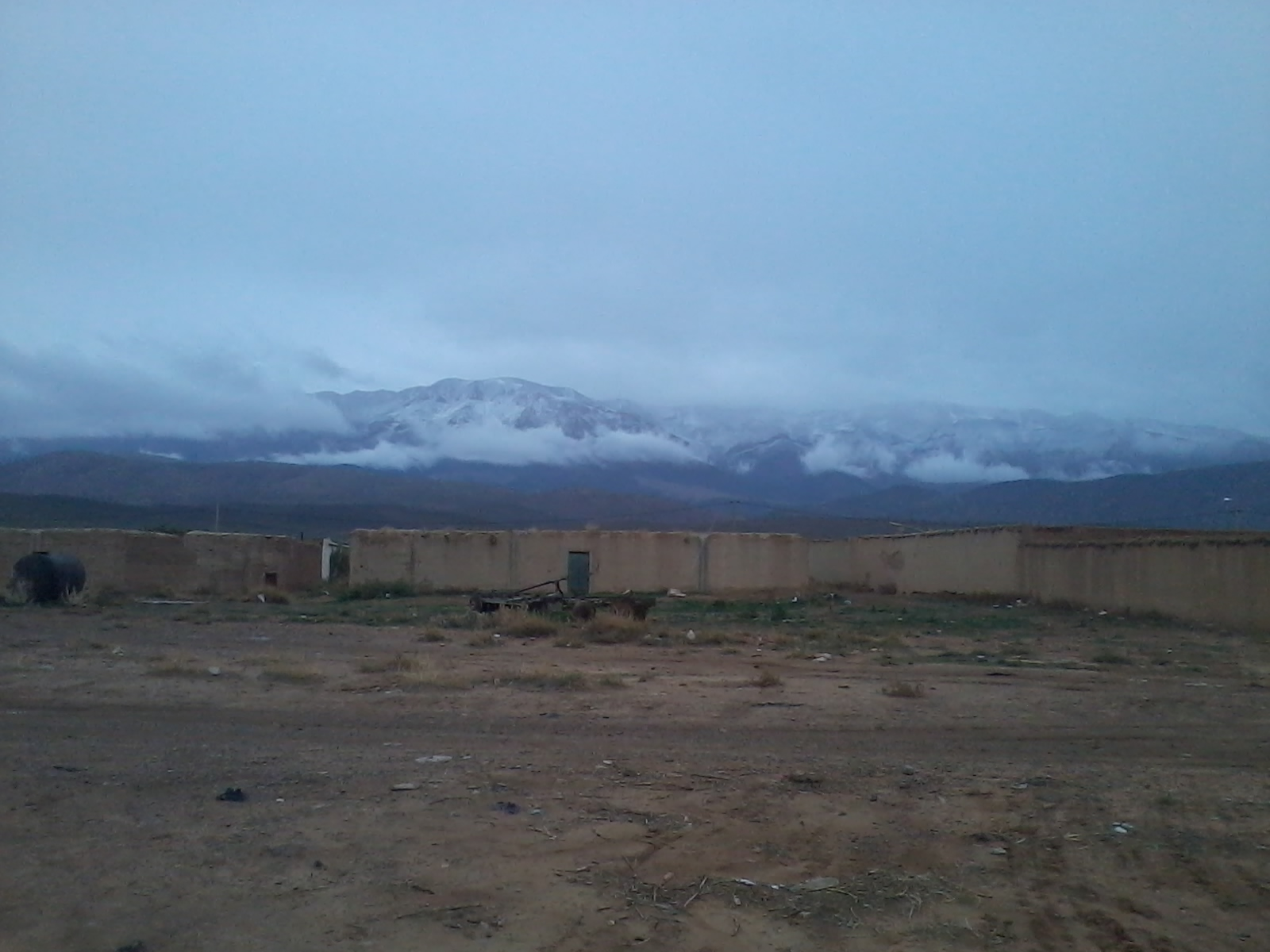